# Mata (Rapper)

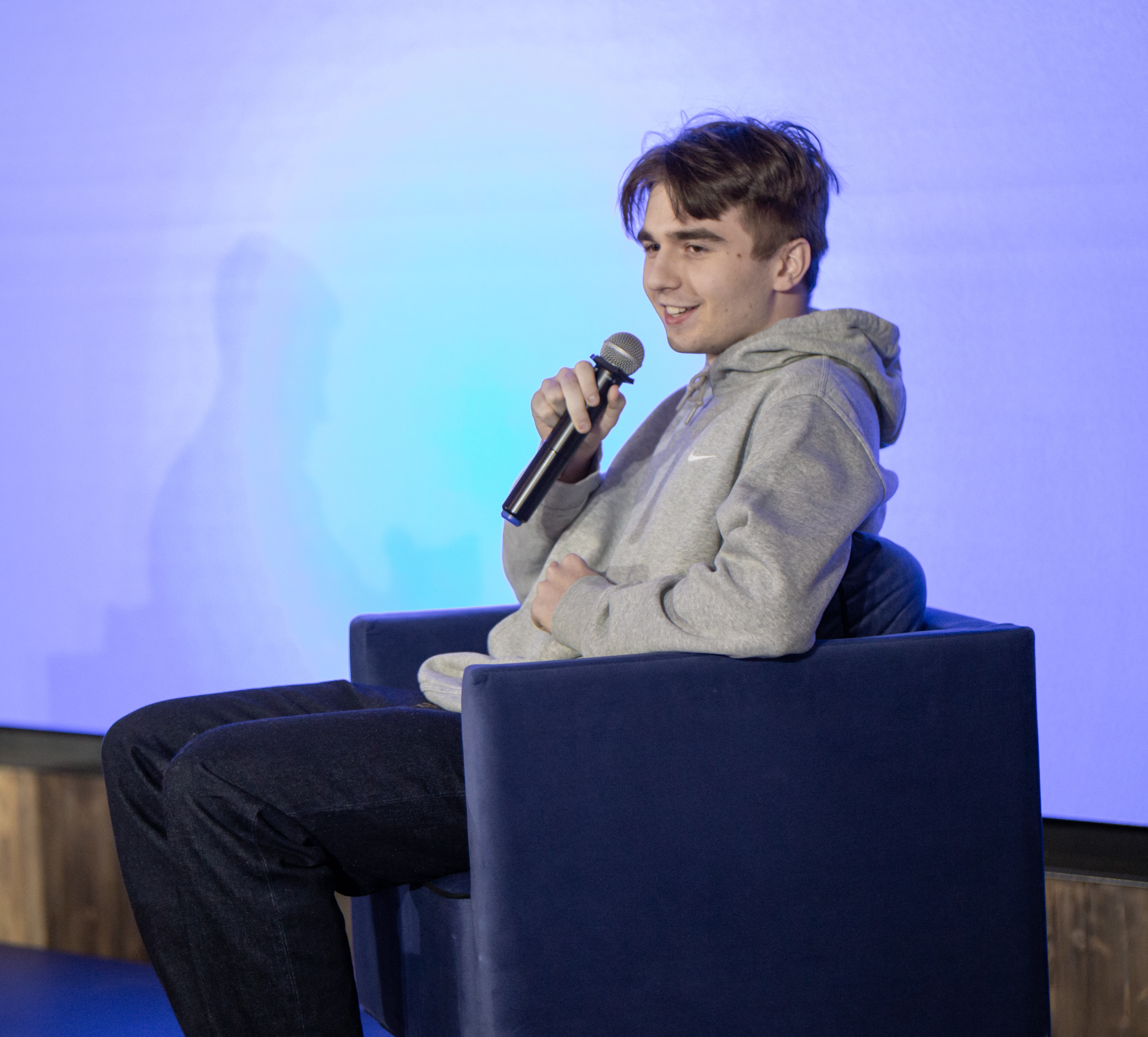
Mata (2020)

Michał Matczak (* 14. Juli 2000 in Breslau, Polen), bekannt unter seinem Künstlernamen Mata, ist ein polnischer Rapper und Hip-Hopper. Bekannt wurde er im Herbst 2019. Sein Song Patointeligencja und das Album 100 dni do matury (100 Tage bis zum Abitur) drehen sich um das Leben von Kindern und Jugendlichen aus guten Familien. Bei der Internet-Abstimmung zum „Warschauer des Jahres 2019“ kam er auf den ersten Platz vor der „singenden Schwiegermutter“ Beata Łubczonek (Teściowa Śpiewa) und der Dirigentin Ewa Jurkiewicz.

## Leben
Michał Matczak ist der Sohn der Englischlehrerin Arletta Śliwińska-Matczak und des Rechtswissenschaftlers Marcin Matczak, der unter anderem die polnische Regierung wegen ihrer Eingriffe gegen die Unabhängigkeit des Richteramts kritisierte.
Mata absolvierte 2019 das internationale Abitur des Stephan-Batory-Gymnasiums in Warschau, das zu den renommiertesten Schulen des Landes zählt. Sein im Dezember 2019 veröffentlichter Song Patointeligencja schildert in Text und Videoclip das Milieu Jugendlicher aus der polnischen Oberschicht als von Verschwendungssucht, Drogen und sexuellen Ausschweifungen geprägt. Zugleich artikuliert das lyrische Ich in dem Text eine Sehnsucht danach, zur prekären Unterschicht zu gehören. Der Song wurde innerhalb kurzer Zeit zu einem viralen Internetphänomen und ist auf YouTube bis März 2020 bereits mehr als 25 Millionen Mal aufgerufen worden. Bis November 2021 hat sich diese Zahl noch einmal verdoppelt. Im Streamingdienst Spotify hat Mata ebenfalls hohe Zuwachsraten.
Patointeligencja wurde kurz nach dem Erscheinen in der polnischen Öffentlichkeit kontrovers diskutiert und in der abendlichen Hauptnachrichtensendung von TVP in zwei Auszügen gespielt. Die Journalistin Małgorzata Halber beschreibt das Lied als „den besten polnischen Kulturtext, den sie seit langem gehört habe“.

## Diskografie

### Alben
| Jahr | Titel             | Höchstplatzierung, Gesamtwochen, AuszeichnungChartsChartplatzierungen (Jahr, Titel, Platzierungen, Wochen, Auszeichnungen, Anmerkungen) | Anmerkungen                             |
| Jahr | Titel             | PL | Anmerkungen                             |
| ---- | ----------------- | --- | --------------------------------------- |
| 2020 | 100 dni do matury | PL1 Diamant · (… Wo.)PL | Erstveröffentlichung: 17. Januar 2020   |
| 2021 | Młody Matczak     | PL1 ×2Doppeldiamant · (… Wo.)PL | Erstveröffentlichung: 1. Oktober 2021   |
| 2023 | <33               | PL1 Gold · (8 Wo.)PL | Erstveröffentlichung: 8. September 2023 |

### EPs
- 2018: Fumar Mata
- 2023: 2038: Warszawa

### Singles
| Jahr | Titel Album                                                        | Höchstplatzierung, Gesamtwochen, AuszeichnungChartsChartplatzierungen (Jahr, Titel, Album, Platzierungen, Wochen, Auszeichnungen, Anmerkungen) | Anmerkungen                                                                                       |
| Jahr | Titel Album                                                        | PL | Anmerkungen                                                                                       |
| --- | ------------------------------------------------------------------ | --- | ------------------------------------------------------------------------------------------------- |
| 2020 | Schodki 100 dni do matury                                          | PL63 a Diamant · (… Wo.)PL | Erstveröffentlichung: 1. Juni 2020                                                                |
| 2021 | Kiss cam (podryw roku) Młody Matczak                               | PL37 b ×2Doppeldiamant · (11 Wo.)PL | Erstveröffentlichung: 21. Juni 2021 mit Pedro & Francis                                           |
| 2021 | Szmata Młody Matczak                                               | PL97 ×4Vierfachplatin · (1 Wo.)PL | Erstveröffentlichung: 27. September 2021                                                          |
| 2021 | Szafir Młody Matczak                                               | PL28 c Diamant · (14 Wo.)PL | Erstveröffentlichung: 10. Oktober 2021                                                            |
| 2022 | Jestem Poj384ny –                                                  | PL48 ×2Doppelplatin · (7 Wo.)PL | Erstveröffentlichung: 11. August 2022                                                             |
| 2022 | </3 –                                                              | PL30 Platin · (7 Wo.)PL | Erstveröffentlichung: 18. November 2022                                                           |
| 2022 | :( –                                                               | PL90 Gold · (1 Wo.)PL | Erstveröffentlichung: 18. November 2022                                                           |
| 2022 | Biernik (kogo? co?) Mixtape 8                                      | PL35 Gold · (8 Wo.)PL | Erstveröffentlichung: 14. Dezember 2022 mit W.O.La & DJ Decks                                     |
| 2023 | Młody Paderewski –                                                 | PL2 Platin · (18 Wo.)PL | Erstveröffentlichung: 16. Januar 2023                                                             |
| 2023 | 2 Izoteki –                                                        | PL3 Platin · (10 Wo.)PL | Erstveröffentlichung: 23. Januar 2023                                                             |
| 2023 | 3 w nocy w Międzyzdrojach Hotel Maffija 3                          | PL3 (17 Wo.)PL | Erstveröffentlichung: 3. Juni 2023 mit SB Maffija, White 2115, Mario, Wyguś, WoLa, slowez, Pedro  |
| 2023 | Klasyczny trap Hotel Maffija 3                                     | PL13 (13 Wo.)PL | Erstveröffentlichung: 8. Juni 2023 mit SB Maffija, Żabson, Beteo, White 2115, Kinny Zimmer, Flory |
| 2023 | Owoce 33 Preludium                                                 | PL7 Gold · (6 Wo.)PL | Erstveröffentlichung: 15. Juni 2023 mit Fukaj, charlie moncler & Pedro                            |
| 2023 | M <33                                                              | PL70 (1 Wo.)PL | Erstveröffentlichung: 26. Mai 2023                                                                |
| 2023 | Inny Świat –                                                       | PL39 Gold · (1 Wo.)PL | Erstveröffentlichung: 6. Juli 2023 mit Dobry Dzieciak & Wowo                                      |
| 2023 | Kryształowa kula <33                                               | PL52 (2 Wo.)PL | Erstveröffentlichung: 24. Juli 2023                                                               |
| 2023 | Płyta Nie Siada <33                                                | PL30 (4 Wo.)PL | Erstveröffentlichung: 22. August 2023                                                             |
| 2023 | Jesteś Poj38ana <33                                                | PL17 (3 Wo.)PL | Erstveröffentlichung: 3. September 2023                                                           |
| 2023 | GiEwOnT –                                                          | PL7 (5 Wo.)PL | Erstveröffentlichung: 13. Oktober 2023                                                            |
| 2024 | Cash Ready CBW Mixtape 2                                           | PL24 (2 Wo.)PL | Erstveröffentlichung: 15. März 2024 mit Tommy Cash, Jeleel!, CBW                                  |
| 2024 | Falochrony –                                                       | PL2 ×2Doppelplatin · (32 Wo.)PL | Erstveröffentlichung: 23. August 2024 mit Roksana Węgiel                                          |
| 2024 | Lloret de Mar –                                                    | PL1 ×3Dreifachplatin · (… Wo.)PL | Erstveröffentlichung: 16. September 2024                                                          |
| 2024 | Heavy –                                                            | PL44 (3 Wo.)PL | Erstveröffentlichung: 1. Oktober 2024 mit Polak GBP                                               |
| 2025 | Up! Up! Up! –                                                      | PL1 (20 Wo.)PL | Erstveröffentlichung: 20. Januar 2025                                                             |
| 2025 | Intro –                                                            | PL16 (… Wo.)PL | Erstveröffentlichung: 20. Januar 2025                                                             |
| 2025 | Nienawidzę być w klubie –                                          | PL3 (… Wo.)PL | Erstveröffentlichung: 16. Mai 2025 mit Gombao 33, Wyguś, Tadeo & Szczepan                         |
| 2025 | To tylko wiosna –                                                  | PL2 (10 Wo.)PL | Erstveröffentlichung: 16. Mai 2025 mit Maryla Rodowicz                                            |
| Folgende Lieder erschienen nicht als Single, wurden aber durch das Album zum Download und Streaming bereitgestellt und konnten somit eine Platzierung erlangen: |                                                                    | |                                                                                                   |
| |                                                                    | |                                                                                                   |
| 2023 | 333 km/h CBW Mixtape                                               | PL28 (3 Wo.)PL |                                                                                                   |
| 2023 | Arizona (2013 – 2016) CBW Mixtape                                  | PL51 (4 Wo.)PL | mit Gombao 33, Tadeo, Szczepan, Wyguś & Skute Bobo                                                |
| 2023 | Awaryjne lądowanie Hotel Maffija 3                                 | PL50 (1 Wo.)PL | mit SB Maffija, White 2115, & Beteo                                                               |
| 2023 | Blicky Free Shooter                                                | PL29 Gold · (5 Wo.)PL | mit Beteo                                                                                         |
| 2023 | Tired of Love <33                                                  | PL31 (1 Wo.)PL | mit Slowez                                                                                        |
| 2023 | Różowe OSH33 <33                                                   | PL53 (1 Wo.)PL |                                                                                                   |
| 2023 | W Głowie Od Pieniędzy Się P******* <33                             | PL59 (1 Wo.)PL |                                                                                                   |
| 2023 | Elektryczne Krzesło <33                                            | PL78 (1 Wo.)PL |                                                                                                   |
| 2023 | W kraju schabowych kotletów 2038: Warszawa                         | PL3 (4 Wo.)PL |                                                                                                   |
| 2023 | Joey Tribbiani 2038: Warszawa                                      | PL21 (2 Wo.)PL |                                                                                                   |
| 2023 | Dzień świra (outro) 2038: Warszawa                                 | PL41 (1 Wo.)PL |                                                                                                   |
| 2023 | Beze mnie luv x sosa type beat (pilot – 29.12.2038) 2038: Warszawa | PL45 (1 Wo.)PL |                                                                                                   |

Weitere Singles
- 2020: Mata #hot16challenge2 (PL: Gold)
- 2021: MC (PL: Platin)

### Gastbeiträge
| Jahr | Titel Album                               | Höchstplatzierung, Gesamtwochen, AuszeichnungChartsChartplatzierungen (Jahr, Titel, Album, Platzierungen, Wochen, Auszeichnungen, Anmerkungen) | Anmerkungen                                                               |
| Jahr | Titel Album                               | PL | Anmerkungen                                                               |
| --- | ----------------------------------------- | --- | ------------------------------------------------------------------------- |
| 2024 | 1 na 100 –                                | PL1 ×2Doppelplatin · (10 Wo.)PL | Erstveröffentlichung: 11. Juli 2024 White 2115 feat. Mata                 |
| 2025 | Niebo Grotesko                            | PL80 (2 Wo.)PL | Erstveröffentlichung: 10. März 2025 Jan-Rapowanie feat. Mata, SHDØW, Hubi |
| Folgende Lieder erschienen nicht als Single, wurden aber durch das Album zum Download und Streaming bereitgestellt und konnten somit eine Platzierung erlangen: |                                           | |                                                                           |
| |                                           | |                                                                           |
| 2025 | Po burzy wyjdzie słońce Północ / Południe | PL100 (1 Wo.)PL | Quebonafide feat. Mata                                                    |

Weitere Gastbeiträge
- 2020: Aromatyczne Przyprawy (Żabson feat. Mata, PL: Gold)

## Auszeichnungen für Musikverkäufe
| Goldene Schallplatte - Polen - 2020: für das Lied Brum Brum - 2020: für das Lied Nero - 2020: für das Lied Wino Sangrita (S01E01) - 2020: für das Lied Lezore - 2020: für das Lied Homo Ludens - 2024: für das Lied Ikea (Intro) - 2024: für das Lied 15,2 (Freestyle) - 2024: für das Lied Co Ty na to? Platin-Schallplatte - Polen - 2020: für das Lied Hotel Maffija - 2020: für das Lied Drift - 2020: für das Lied Prawy Do Lewego - 2020: für das Lied Piszę To Na Matmie - 2020: für das Lied Tango - 2024: für das Lied Kurtz - 2024: für das Lied Faka - 2024: für das Lied Nasza klasa ale to Drill - 2024: für das Lied 2001 - 2024: für das Lied Młody Bachor (outro) - 2024: für das Lied Zobaczymy | 2× Platin-Schallplatte - Polen - 2020: für das Lied A Nie Pamiętasz Jak? - 2020: für das Lied Mata Montana - 2020: für das Lied Biblioteka Trap - 2024: für das Lied Patoprohibicja (28.01.2022) - 2024: für das Lied PDW - 2024: für das Lied Blok 3× Platin-Schallplatte - Polen - 2021: für das Lied 100 Dni Do Matury - 2024: für das Lied Żółte Flamastry I Grube Katechetki - 2024: für das Lied La La La (Oh Oh) 4× Platin-Schallplatte - Polen - 2024: für das Lied Gombao 33 Diamantene Schallplatte - Polen - 2021: für das Lied Patointeligencja - 2021: für das Lied Patoreakcja - 2024: für das Lied Papuga |

Anmerkung: Auszeichnungen in Ländern aus den Charttabellen bzw. Chartboxen sind in ebendiesen zu finden.
| Land/RegionAuszeichnungen für Musikverkäufe (Land/Region, Auszeichnungen, Verkäufe, Quellen) | Gold       | Platin       | Diamant       | Verkäufe  | Quellen |
| -------------------------------------------------------------------------------------------- | ---------- | ------------ | ------------- | --------- | ------- |
| Polen (ZPAV)                                                                                 | 16× Gold16 | 53× Platin53 | 10× Diamant10 | 4.805.000 | olis.pl |
| Insgesamt                                                                                    | 16× Gold16 | 53× Platin53 | 10× Diamant10 |           |         |